# Melecta atroalba
Melecta atroalba är en biart som först beskrevs av Maurits Anne Lieftinck 1972.  Melecta atroalba ingår i släktet sorgbin, och familjen långtungebin. Inga underarter finns listade i Catalogue of Life.